# Dienstgebäude

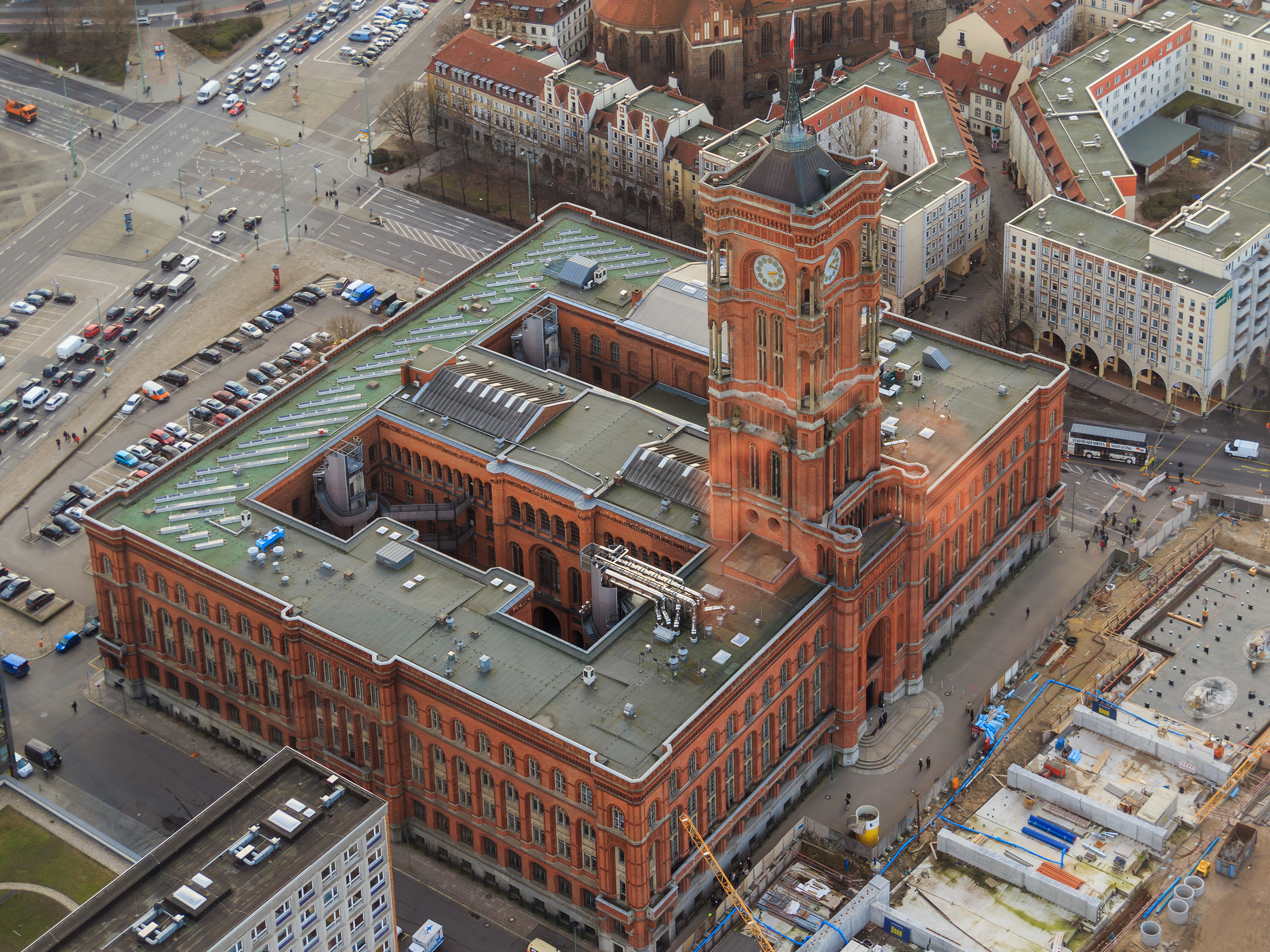
Das Berliner Rathaus

Als Dienstgebäude oder Amtsgebäude bezeichnet man ein Gebäude, in dem eine staatliche Organisation tätig ist, zum Beispiel Regierung, Justiz, Polizei, Zoll, Grenzschutz, Militär und Nachrichtendienst oder ein Gebäude von Staatsunternehmen wie Eisenbahn, Post und Telekommunikationsversorger. Regelmäßig befindet sich am Eingang das Amtsschild. Sie können im Eigentum des jeweiligen Nutzers stehen oder gemietet sein.
Besondere Dienstgebäude sind zum Beispiel Kasernen, Rathäuser, Forsthäuser (Forstamt) und (historisch) Stadttore.
Dienstgebäude können dauerhaft oder zu besonderen Anlässen beflaggt werden.
In der deutschen Bundeswehr tragen einzelne Gebäude, die nicht Teil einer Kaserne sind und keinen besonderen Namen tragen, die Bezeichnung „Dienstgebäude“.